# Mykoła Poljanski
Mykoła Poljanski (ukr. Микола Полянський, ur. 1873) – ksiądz greckokatolicki, dziekan birczański w latach 1924–1926.
Żonaty, wyświęcony w 1897. W latach 1897–1898 administrator parafii w Szandrowcu, w latach 1898–1914 wikary w Jabłonce Niżnej, w latach 1914-1948 wikary w Sieniawie, w latach 1918–1919 administrator parafii w Brzusce, w latach 1919–1926 proboszcz tamże. W latach od co najmniej 1924 do 1926 dziekan birczański. Od 1926 do co najmniej 1939 proboszcz w Dublanach.